# Каменський Федір Федорович
Фе́дір Фе́дорович Каме́нський (* 21 серпня (2 вересня) 1836, Лісне, передмістя Санкт-Петербурга — † 26 серпня 1913, Кліруотер, штат Флорида, США) — російський скульптор.
Від 1873 року жив у США.

## Творчість
Майстер станкової жанрової скульптури та портрета.
Над образом Тараса Шевченка почав працювати ще за його життя. 1862 року, на основі посмертної маски Шевченка, Каменський створив його бюст, відлитий з гіпсу. 1911 року, на замовлення Петербурзької академії мистецтв, з оригіналу Каменського відлито портрет у бронзі.